# Zonaria
Gli Zonaria sono una band melodic death metal  di Umeå, Svezia, precedentemente conosciuto come Precious Seal. La band è attualmente sotto contratto con Century Media Records.

## Storia
Formatasi nel 2001 da Simon Berglund, Christoffer Vikström, e Mikael Hammarberg, la band originariamente aveva il nome di Precious Seal. Inizialmente lo stile della band era power metal, con voce pulita. Varie modifiche alla line-up hanno impedito alla band la registrazione di lavori, ma dopo il 2003, con l'aggiunta del secondo chitarrista, Emil Nyström, e il cambiamento del nome della band in Zonaria, hanno trascorso due anni a suonare nei pressi di Umeå prima di registrare e pubblicare, nel 2005, il loro primo album Evolution Overdose

### Nuovi materiali e concerti
Nella primavera del 2006, gli Zonaria registrano il singolo "Rendered In Vain"(della quale è poi stato girato un video). Dopo di che, gli Zonaria partirono per un tour al di fuori della Svezia, aprendo per la band black metal Impaled Nazarene nel loro tour europeo. Nel mese di ottobre, gli Zonaria hanno annunciato di aver firmato un contratto discografico con la Swedmetal Records per pubblicare Rendered in Vain. Successivamente, la canzone è stata inclusa anche nel videogioco The Darkness.

### Etichetta discografica e l'album di debutto
Nel novembre 2006, Pivotal Rockordings ha firmato con gli Zonaria, e subito dopo, la band è entrata nella Black Lounge Studios di Per Nilsson e Jonas Kjellgren di Scar Symmetry per cominciare a registrare il loro album di debutto, Infamy and the Breed che è stato pubblicato a settembre 2007. Alla fine di luglio, il bassista Jerry Ekman ha annunciato la sua partenza ed è stato sostituito da Markus Åkebo.  La band ha girato un video per il singolo, "The Armageddon Anthem", quindi ha girato gran parte dell'Europa agli inizi del 2008, aprendo per la band black metal svedese  Marduk.

### Century Media e oltre
Nell'8 giugno 2008, gli Zonaria hanno annunciato di aver firmato un contratto con la Century Media Records. Hanno girato l'Europa a supporto del nuovo album con Satyricon e poi si sono uniti ai Vader e ai Septic Flesh per tutto novembre e dicembre del 2008 come parte del tour del 25º anniversario dei Vader. Il loro nuovo album, The Cancer Empire, è stato pubblicato il 17 ottobre 2008, è stato prodotto da Fredrik Nordström allo Studio Fredman. Attualmente sono in fase di lavorazione per il loro nuovo album. Il 16 gennaio è stato annunciato che gli Zonaria avrebbero supportato i Dark Funeral nel loro Decleration di Hate tour attraverso Italia e in Europa nel marzo / aprile del 2010.
Nei primi mesi del 2011, il bassista Markus Åkebo ha lasciato la band e durante il tour con Nile e Melechesh è stato sostituito da Max Malmer dei Death Maze che durante l'estate del 2011 è diventato membro ufficiale della band. Poco dopo l'abbandono di Åkebo, è stato dato l'annuncio che il chitarrista Caleb Bingham era stato assunto per consentire a Simon Berglund di concentrarsi sul canto.

## Formazione

### Formazione attuale
- Simon Berglund – voce
- Emil Nyström – chitarra
- Caleb Bingham - chitarra
- Emanuel Isaksson – batteria
- Max Malmer - basso

### Ex componenti
- Christoffer Vikström – basso
- Mikael Hammarberg – voce
- Claes-Göran Nydahl – batteria
- Niklas Lindroth – batteria
- Johan Aronsson – tastiera
- Simon Carlén – batteria
- Karl Flodin – basso
- Jerry Ekman – basso
- Markus Åkebo - basso

## Discografia

### Album in studio
- 2007 - Infamy and the Breed
- 2008 - The Cancer Empire

### Demo e singoli
- 2002 - Illusionary Games
- 2005 - Evolution Overdose
- 2006 - Rendered In Vain